# Kroon van Lodewijk XV

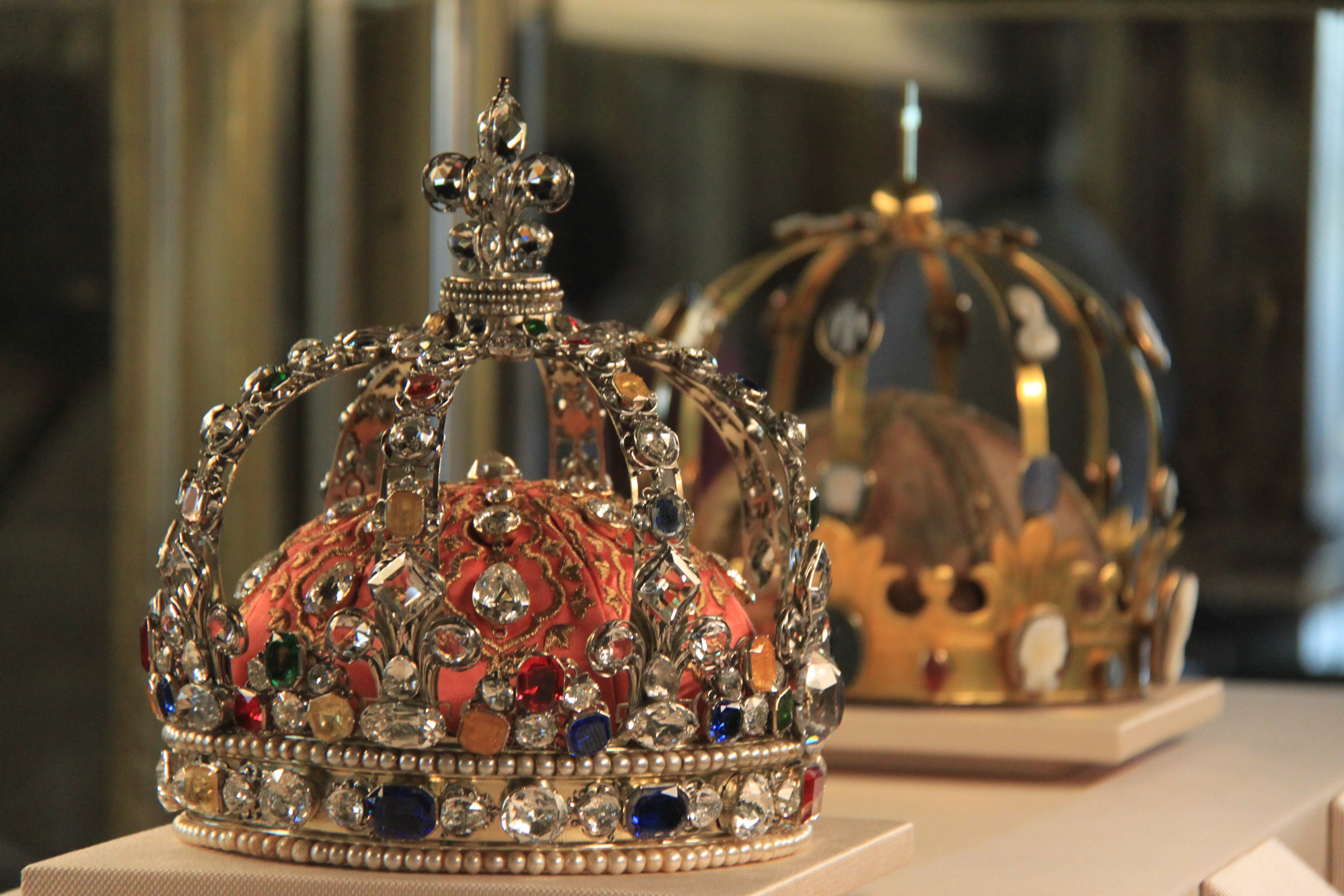
De kroon van Lodewijk XV (voorzijde).

De Kroon van Lodewijk XV is de enige overgebleven kroon van het Franse ancien régime.

## Geschiedenis
De kroon werd in 1722 gemaakt voor koning Lodewijk XV (1710-1774) en werd gebruikt voor diens kroning. Ter versiering dienden edelstenen uit de koninklijke schatkist en uit de collectie van de steenrijke kardinaal Mazarin (1602-1661). Het was de eerste keer dat een Franse koning zo'n versierde kroon droeg: tot in het begin van de achttiende eeuw werd er een kroon zonder edelstenen gebruikt.
De kroon werd vervaardigd door Laurent Ronde, de hofjuwelier van Frankrijk. Voor de versiering werd de beroemde Regent-diamant gebruikt, alsmede 282 kleinere diamanten, 64 verschillende soorten edelstenen (saffier, robijn, topaas en smaragd) en 230 parels.
Tijdens de Franse Revolutie werden alle kronen uit het ancien régime verduisterd of vernietigd. Van het twintigtal kronen die in de kathedraal van Saint-Denis bewaard werden - waaronder de kroon van beroemde vorsten als Lodewijk IX en Karel de Grote - werd alleen die van Lodewijk XV gespaard van de verwoesting in 1793. Zo is deze kroon een van de zes overgebleven kronen van Frankrijk, naast de exemplaren uit de negentiende eeuw.
De Derde Franse Republiek besloot in 1885 om de edelstenen te verkopen. Vanwege de historische waarde werd besloten om de kroon te bewaren. De edelstenen werden vervangen door glazen replica's.

## Heden
De kroon is tegenwoordig permanent te bezichtigen in het Louvre.